# 큐물렌

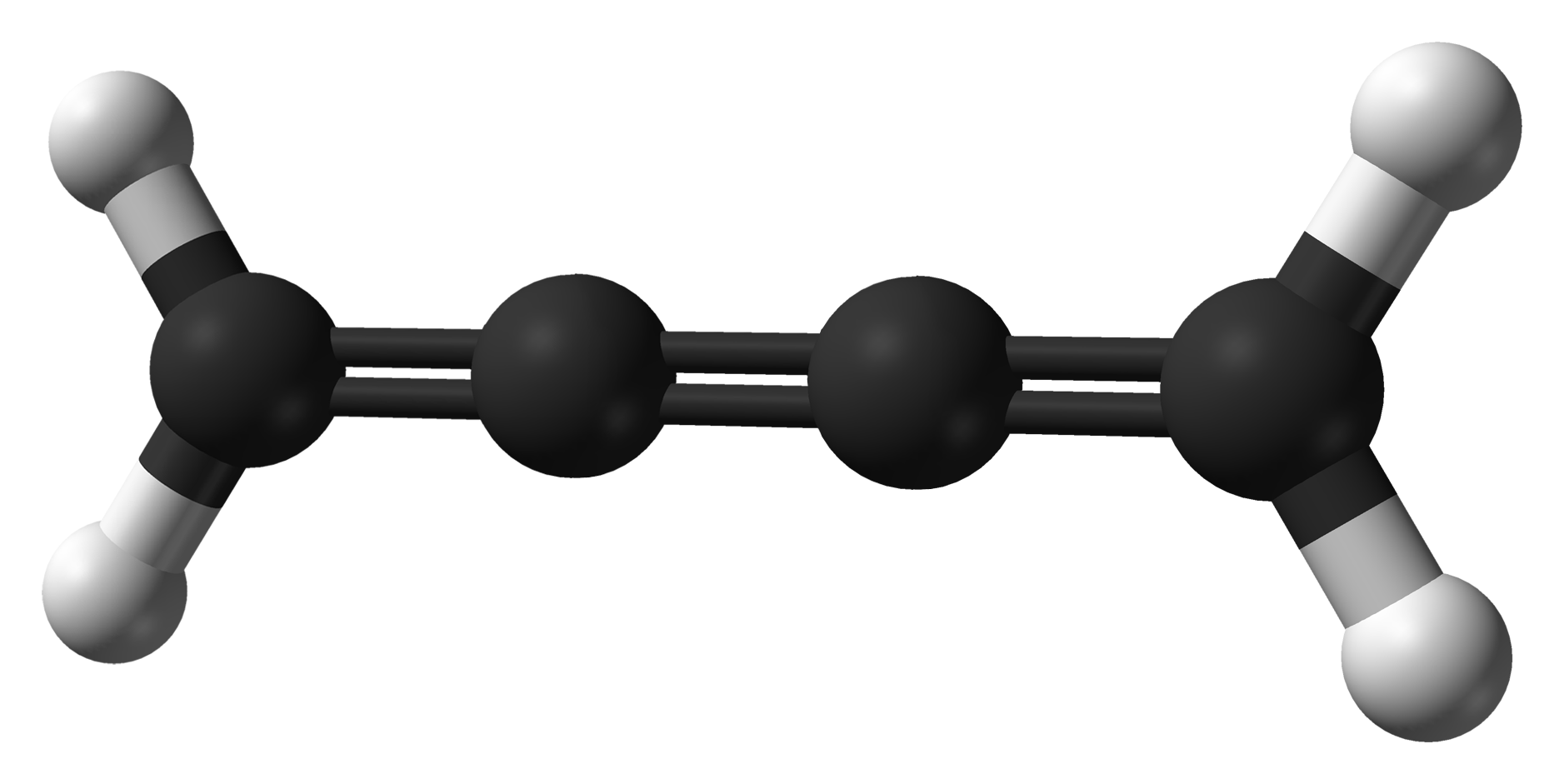
가장 간단한 큐물렌인 1,2,3-부타트리엔

유기화학에서, 큐물렌(영어: cumulene)은 3개 이상의 누적 이중 결합을 갖는 화합물이다. 이들은 알렌과 유사하며, 더 광범위한 사슬을 가지고 있을 뿐이다. 가장 단순한 분자는 부타트리엔(H
2C=C=C=CH
2)으로, 단순히 큐물렌으로도 불린다. 대부분의 알케인과 알켄과는 달리, 폴리아인과 같이 구성 탄소 원자들이 일직선 상에 있다. n이 3에서 6까지인 H
2C
n 성간 분자운에서 관측되며, 마이크로파와 적외선 분광법을 이용해 실험실에서도 관측된다. 더 안정적인 형태인  H
2C
nH
2은 전기 쌍극자 모멘트가 없기 때문에 광학적으로 감지하기 어렵다. 아산화 탄소와 같이 헤테로 원자를 포함하는 큐물렌은 헤테로큐물렌이라고 불린다.

## 같이 보기
- 폴리아인